# ساوثهافن (مسيسيبي)
ساوثهافن هي مدينة تقع في مقاطعة ديسوتو، ميسيسيبي بولاية مسيسيبي في الولايات المتحدة. وهي المدينة الرئيسية في ممفيس الكبرى.